# Ellipteroides (Progonomyia) tridens
Ellipteroides (Progonomyia) tridens is een tweevleugelige uit de familie steltmuggen (Limoniidae). De soort komt voor in het Neotropisch gebied.